# Johann Friedrich Abegg (teolog)
Johann Friedrich Abegg (30. listopadu 1765 Roxheim – 16. prosince 1840 Heidelberg) byl německý evangelický teolog.

## Život
Pocházel z rodiny kazatele a měl mnoho sourozenců. Roku 1786 se stal kandidátem na úřad kazatele na Falckém kurfiřtství. V letech 1789 až 1784 vyučoval na gymnáziu v Heidelbergu. Od roku 1791 působil jako mimořádný profesor filologie na Heidelberské univerzitě. Roku 1794 začal vykonávat funkci kněze, nejdříve v Boxbergu, roku 1799 v Leimenu, roku 1808 v Heidelbergu na faře kostela svatého Petra a roku 1814 v Heidelbergu na faře kostela svatého Ducha.
Vedle toho byl od roku 1807 členem vrchní bádenské velkovévodské církevní rady. Roku 1819 byl jmenován profesorem praktické teologie Heidelberské univerzity, kde také získal doktorát z teologie.
Abegg vytvořil pouze několik psaných děl, protože svoji službu mnohem více spatřoval v aplikaci svých studií v teorii. Jelikož měl svého času velmi významné postavení v heidelberské společnosti, tak byl blízkým přítelem romantických osobností jako Anton Friedrich Justus Thibaut, Friedrich Creuzer, Carl Daub nebo Friedrich Wilhelm Carl Umbreit.